# Pedro Abellanas
Pedro Abellanas Cebollero (Saragoça, 20 de novembro de 1914 - Madrid, 29 de julho de 1999) foi um matemático espanhol, considerado uma das personalidades mais influentes da matemática espanhola durante a segunda metade do século XX.
Foi palestrante do Congresso Internacional de Matemáticos em Massachusetts (1950).